# Каравельово
Караве́льово (болг. Каравельово) — село в Бургаській області Болгарії. Входить до складу общини Руєн.

## Населення
За даними перепису населення 2011 року у селі проживали 498 осіб.
Національний склад населення села:
| Національність   | Кількість осіб | Відсоток |
| ---------------- | -------------- | -------- |
| турки            | 493            | 99,0%    |
| болгари          | 3              | 0,6%     |
| Всього відповіли | 498            |          |

Розподіл населення за віком у 2011 році:
Динаміка населення: